# Cúcuta Deportivo Fútbol Club

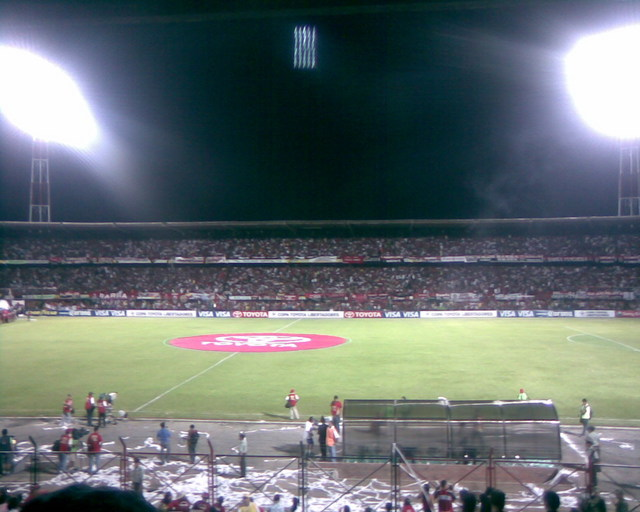
Stadio General Santander

Il Cúcuta Deportivo Fútbol Club S. A. è una società calcistica colombiana con sede nella città di Cúcuta, capoluogo del Norte de Santander. Milita attualmente nella Categoría Primera A, la massima serie del campionato colombiano di calcio.
Fondata il 10 settembre 1924, ha ricevuto il riconoscimento ufficiale di squadra professionistica il 22 settembre 1949. I colori che identificano la squadra sono il rosso e il nero, ispirati al cromatismo della bandiera del Norte de Santander e della città di Cúcuta.
Ha vinto sette titoli tra nazionali e internazionali, di cui quattro a carattere amichevole (1951, 2009, 2010, 2011) e tre a carattere ufficiale (1996, 2005, 2006). Questi ultimi sono due titoli di Torneo de Ascenso e Liga Colombiana, gli allori più importanti che ha guadagnato il club durante la sua storia. Ha inoltre partecipato alla Coppa Libertadores 2007, dove ha raggiunto la semifinale (persa contro il Boca Juniors) e la Coppa Libertadores 2008, dove ha raggiunto gli ottavi di finale, dove è stata eliminata dal Santos.
Vive una rivalità con l'Atlético Bucaramanga.

## Storia recente
Nella seconda metà del 2006 è salita alla ribalta calcistica nazionale vincendo per la prima volta il campionato. Il 20 dicembre 2006, nella finale del torneo di Clausura nazionale, ha sconfitto per 2-1 il Deportes Tolima. L'ossatura della squadra era formata da Blas Pérez, Roberto Bobadilla, Charles Castro, Macnelly Torres, Nelson Florez, Lincarlo Henry e Róbinson Zapata. Nell'edizione 2007 della Coppa Libertadores, cui ha partecipato in qualità di campione di Colombia in carica, ha raggiunto sorprendentemente le semifinali. Malgrado la vittoria per 3-1 nella partita di andata giocata in Colombia, il Cúcuta è stato poi eliminato in virtù della sconfitta per 3-0 nella gara di ritorno contro gli argentini del Boca Juniors.
In totale conta 46 stagioni nella seconda divisione colombiana e 9 nella terza serie nazionale.

## Organico

### Rosa 2020
Aggiornato al 4 luglio 2020
| N. |                      | Ruolo | Calciatore                      |
| -- | -------------------- | ----- | ------------------------------- |
| 1  | Colombia (bandiera)  | P     | Esteban Giraldo                 |
| 2  | Colombia (bandiera)  | D     | Diego Peralta                   |
| 3  | Colombia (bandiera)  | D     | José Pérez                      |
| 4  | Colombia (bandiera)  | A     | Andrés Escobar                  |
| 7  | Colombia (bandiera)  | C     | Matías Rodríguez                |
| 8  | Colombia (bandiera)  | C     | Juan Carlos Caicedo             |
| 9  | Argentina (bandiera) | A     | Agustín Vuletich                |
| 10 | Colombia (bandiera)  | C     | Hernán Burbano                  |
| 11 | Colombia (bandiera)  | C     | Jhoan Arenas                    |
| 12 | Colombia (bandiera)  | P     | Juan Camilo Chaverra (capitano) |
| 13 | Colombia (bandiera)  | A     | Jefferson Solano                |
| 15 | Colombia (bandiera)  | D     | Cristian Valencia               |
| 17 | Colombia (bandiera)  | A     | Michell Ramos                   |
| 18 | Colombia (bandiera)  | A     | Luis Carlos Cabezas             |
| 19 | Colombia (bandiera)  | C     | Juan Marín                      |

| N. |                     | Ruolo | Calciatore       |
| -- | ------------------- | ----- | ---------------- |
| 20 | Colombia (bandiera) | D     | Gilberto García  |
| 21 | Colombia (bandiera) | D     | Diego Sánchez    |
| 23 | Colombia (bandiera) | C     | Juan Patiño      |
| 25 | Colombia (bandiera) | C     | Hector Solano    |
| 26 | Colombia (bandiera) | D     | Nicolas Palacios |
| 28 | Colombia (bandiera) | C     | Ronaldo Ariza    |
| 31 | Colombia (bandiera) | A     | Winston Ramírez  |
| 32 | Colombia (bandiera) | D     | Tomás Maya       |
| 35 | Colombia (bandiera) | D     | Hanyer Mosquera  |
| —  | Colombia (bandiera) | A     | Ronaldo Villa    |
| —  | Colombia (bandiera) | A     | Jhonatan Agudelo |
| —  | Colombia (bandiera) | C     | Daniel Figueroa  |
| —  | Colombia (bandiera) | C     | Auli Oliveros    |
| —  | Colombia (bandiera) | D     | Henry Obando     |

## Palmarès

### Competizioni nazionali
- Campionato colombiano: 1

2006 (Clausura)
- Categoría Primera B: 2

1996, 2005

### Competizioni amichevoli
- Apertura Torneo di Estadio Olimpico Atahualpa: 1

1951
- Feria Internacional Copa del Sol: 1

2009
- Centenaro Cup Norte de Santander: 1

2010
- Copa Comune sindaco Pedro María Ureña: 1

2011

### Altri piazzamenti
- Campionato colombiano:

Secondo posto: 1957, 1964, Finalización 1970
Terzo posto: 1951
- Copa Colombia:

Semifinalista: 2023
- Categoría Primera B:

Secondo posto: 1997
- Coppa Libertadores:

Semifinalista: 2007